# Museo Vivo del Muralismo
El Museo Vivo del Muralismo es un museo ubicado en el antiguo edificio de la Secretaría de Educación Pública, en el centro histórico de la Ciudad de México. Es un recinto dedicado al movimiento muralista con intervenciones de David Alfaro Siqueiros, Aurora Reyes, Diego Rivera, entre otros.

## Historia
En 1922, el edificio fue inaugurado por José Vasconcelos. En 1987, fue reconocido como monumento histórico y en 1987, fue designado como patrimonio mundial por la UNESCO. 
Alberga la obra de quince artistas plásticos como Roberto Montenegro, ⁣Amado de la Cueva, Jean Charlot, Federico Canessi, Manuel Felguérez, entre otros. Los murales abarcan una superficie de 3 mil metros cuadrados.
En 2024, se inaugura como museo y la ceremonia fue encabezada por el presidente Andrés Manuel López Obrador y la presidente electa Claudia Sheinbaum.

## Actividades
Ofrece recorridos guiados por los murales, salas de exhibición, biblioteca, sala de lectura, una librería del Fondo de Cultura Económica, cafetería y espacios para talleres. 